# ORP Ryś
ORP Ryś (Nederlands: lynx) was een Poolse onderzeeboot van de Wilkklasse. Het schip werd gebouwd door de Franse scheepswerf Ateliers et chantiers de la Loire uit Saint-Nazaire. De boten van de Wilkklasse zijn ontworpen als mijnenleggende onderzeeboten.
De Ryś maakte tijdens de Duitse aanval op Polen deel uit van het Poolse plan Worek. Tijdens de patrouilles tijdens het uitvoeren van plan Worek werd de Ryś meerder malen aangevallen door Duitse schepen en vliegtuigen. Door de situatie in Polen week te Ryś uit naar het neutrale Zweden waar het schip in beslag werd genomen.
Na de oorlog deed de Ryś tot 1955 dienst bij de Poolse marine.

## De Ryś tijdens de Tweede Wereldoorlog
Tijdens de Duitse aanval op Polen in 1939 maakte alle Poolse onderzeeboten, waaronder de Ryś onderdeel uit van plan Worek. Plan Worek was het plan voor de verdediging van de Poolse kust. Op 2 september 1939 werd de Ryś gespot door een Duits vliegtuig, waarop de Ryś dook en werd bestookt met in totaal 26 dieptebommen. De volgende dag kreeg de Ryś de opdracht zeemijnen te leggen in de omgeving van het Poolse Hel. Tijdens de avond van 3 september werd de Ryś omsingeld door een aantal Duitse mijnenvegers en een Duitse onderzeebootjager. Verschillende pogingen om uit te breken mislukten. De Ryś ondernam daarop een gedurfde poging om te ontsnappen. De boot kwam naar de oppervlakte en begon de Duitse schepen met het dekkanon te beschieten om vervolgens op volle vaart weg te varen. Na op 4 september weer te zijn aangevallen door een Duits vliegtuig moest de Ryś naar de haven van Hel voor herstellingen.
Op 17 september 1939 voer de Ryś de Zweedse wateren binnen en werd de boot in beslag genomen door de Zweedse overheid. De bemanning werd geïnterneerd nabij Mariefred waar het de gehele oorlog zou uitzitten samen met de bemanningen van de andere Poolse onderzeeboten Sęp en Zbik die ook naar Zweden uitweken.

## De Ryś na de Tweede Wereldoorlog
Na de Tweede Wereldoorlog werd de Ryś overgedragen aan de Poolse marine waar het schip tot 1955 dienstdeed.